# Кирияковщина (Сумский городской совет)

Кирияковщина (укр. Кирияківщина) — село,
Песчанский сельский совет,
Сумский городской совет,
Сумская область,
Украина.
Код КОАТУУ — 5910191509. Население по переписи 2001 года составляло 15 человек .

## Географическое положение
Село Кирияковщина находится на расстоянии в 0,5 км от села Рябцы (Сумский район) и в 0,5 км от села Житейское.
По селу протекает пересыхающий ручей с запрудой.